# Nemeritis elegans
Espèce
Synonymes
- Cymodusa elegans Szepligeti, 1901
- Nemeritis bafai (Gregor, 1940)[1]

Nemeritis elegans est une espèce d'insectes hyménoptères de la famille des Ichneumonidae, de la sous-famille des Campopleginae et de la tribu des Limneriini. Elle est trouvée en Europe.